# 威廉·费希尔
威廉·费希尔（英語：William Fisher，1940年3月14日—2018年10月6日），英国男子拳击运动员，1961年成为职业选手。他曾代表英国参加1960年夏季奥林匹克运动会拳击比赛，获得男子轻中量级铜牌。